# Лапино (Шекснинский район)
Лапино — деревня в Шекснинском районе Вологодской области.
Входит в состав сельского поселения Железнодорожного, с точки зрения административно-территориального деления — в Железнодорожный сельсовет.
Расстояние по автодороге до районного центра Шексны — 22 км, до центра муниципального образования Пачи — 4 км.
По данным переписи в 2002 году постоянного населения не было.